# 威根竞技足球俱乐部
（/ˈwɪɡən/），英格兰西北部大曼徹斯特郡威根的足球俱乐部，主场在DW運動場，成立于1932年。早期的韋根只在業餘聯賽中角逐，1978年才正式參與當時英格蘭最低級別的職業聯賽丁組聯賽。至2005年，韋根取得英冠聯賽亞軍升上英超聯賽，此後多屆大多在英超中下游徘徊，但每屆都能成功護級保持英超席位。2013年5月12日，韋根奪得英格蘭足總盃，是該隊首項重要錦標；但他們三天後於對阿仙奴的英超賽事以 1–4 敗陣，提前一輪降級。2015年球隊再降一級到英格蘭足球甲級聯賽作賽，翌年取得英甲聯賽冠軍回升英冠，不過回升英冠的韋根未能護級成功，2017年再次降回英甲作賽。
2017/18年度球季，韋根奪得英甲聯賽冠軍，來屆回升英冠。2020年，韋根宣佈破產及被接管，被扣12分，因而護級失敗降回英甲。2021/22年度球季，韋根奪得英甲聯賽冠軍，來屆回升英冠。韋根在2023年再度出現財政困難，未能準時向員工發薪，被扣3分，結果得英冠榜尾再次降回英甲作賽。

## 历史
韋根成立于1932年8月27日，取代當地一支剛解散的球隊威根布鲁（Wigan Borough）。以春田公園球場（Springfield Park）為主場，加入地區性的柴郡聯賽（Cheshire League），期間曾三奪柴郡聯賽冠軍。1934–35年除奪得第二次柴郡聯賽冠軍外，亦首次參與足總盃比賽，第一圈作客大勝 6–1，是保持至今“非聯賽球隊”勝“聯賽球隊”最大的紀錄。
1945年韋根加入另一個地區性足球聯賽蘭開夏郡混合聯賽（Lancashire Combination），在1947–48年首獲冠軍及一直維持勁旅本色。1950年被提名加入聯賽，在第三輪投票才輸給。雖然失意於聯賽提名，韋根仍然雄霸地區性比賽。1953-54年四年內三奪蘭開郡混合聯賽冠軍，獲得蘭開夏郡青年杯（Lancashire Junior Cup）及蘭開郡混合聯賽杯（Lancashire Combination Cup），成為地區足球三冠王。在足總杯第二圈對（Hereford United）吸引 27,526 名球迷入場，是歷史上兩支“非聯賽”球隊對碰（温布利決賽除外）的最多觀眾紀錄。
1960年代韋根重投柴郡聯賽。1964–65年再奪柴郡聯賽冠軍，季內傳奇射手哈利·里安（Harry Lyon）締造兩項球隊紀錄，個人整季射入 66 球（超越整隊入球的半數）及在一場比賽中射入 6 球。1970年代韋根再改投新成立的北部超級聯賽（Northern Premier League），期間兩奪超聯冠軍，一次超聯杯及三次超聯盾。
韋根以良好的成績繼續爭取進入聯賽。經過 34 次被拒後，在1978年取代榜末的成為丁組聯賽的成員。在丁組的首年取得不俗的第六位。兩季後（1981-82年）在球員兼領隊拉利·萊特（Larry Lloyd）帶領下以第二位升級丙組。1985年韋根的足球及欖球一同奪得冠軍，韋根在溫布萊球場以 3–1 擊敗獲得英格蘭聯賽錦標（Freight Rover Trophy）。
1995年2月英國最大運動用品連鎖店「JJB Sports」老闆戴夫·维兰入主成為大股東，惠蘭為前球員，在1960年足總杯決賽斷腳而掛靴。惠蘭矢志將韋根帶入英超聯。
1997年在約翰·狄漢（John Deehan）帶領下獲得丙組冠軍升上乙組聯賽。1999年再奪英格蘭聯賽錦標（AutoWindscreens Shield），決賽以 1–0 擊敗。1998–99年為最後一年以春田公園球場作主場，最後一場比賽為升級附加賽首回合，與曼城踢成1-1平手，最終兩回合累計1-2被淘汰。1999年8月韋根新主場，可容 25,000 人的JJB運動場開幕，曼聯成為首支到訪的球隊。
韋根在新球季保持廿四戰不敗，以乙組榜首邁進千禧年（2000年），季末打入升級附加賽，準決賽兩回合淘汰，但決賽在加時後以 2–3 不敵。2000–01年韋根三換領隊，首先是李奧治（Bruce Rioch）為球隊打好基礎後在2月離隊，前隊員及教練格連柯爾（Colin Greenall）暫代帶領 6 場比賽，直到前曼聯隊長布魯士接任，再次打入升級附加賽，不幸兩回合 1–2 負於雷丁出局。布魯士只簽署短期合約，季後轉往水晶宮執教。
惠蘭聘請前及領隊杰维尔（Paul Jewell）任教，成為入主後第八位領隊，祖維爾在80年代球員時期曾在韋根渡過。開季成績並不理想，一度跌到榜末第二，足總杯更在主場被“非聯賽”球隊（Canvey Island）1–0 淘汰。惠蘭仍然信任祖維爾，出資擴軍，在2002年轉會截止前購入門將（John Filan）、後衛馬特·積遜（Matt Jackson）、中場（Gary Teale）及查列特（Jason Jarrett），再加破球隊紀錄120萬鎊的前鋒（Nathan Ellington），正是這班球員在短短三年間將韋根帶進英超聯。2001-02年從尾二到新年後只曾五負而以第十位結束。2002–03賽季連續十場勝仗及整季只曾四敗，以總分100分的優異成績取得乙組聯賽冠軍，經歷六年才獲升級。
升入甲組聯賽之後，11月初主場以 5–0 大破水晶宮後一度排榜首，首年取得第七位，僅差一位未能參加升級附加賽。終於在2005年以英冠聯賽亞軍的成績升上英格蘭超級聯賽，這也是該隊首次進入英格蘭頂級聯賽。
韋根升上英超後首個球季，即帶來驚喜。他們首場英超比賽就面對衛冕冠軍的車路士，賽前一般人認為這是一場強弱懸殊的比賽，但韋根竟能幾乎守和對手，車路士要到補時階段才攻陷韋根大門，險勝 1–0，這場比賽也證明韋根有力與英超各支勁旅比拚，而此季韋根不但護級成功，更取得英超第十名，而且更打入聯賽盃決賽最後取得亞軍。
但接下來的2006–07年度球季，韋根陷入降班危機，在聯賽最後一場比賽，當時位於聯賽榜倒數第三的韋根作客出戰倒數第四的錫菲聯，韋根最後以 2–1 險勝，追至與錫菲聯同分，更僅多一個得失球差反壓錫菲聯，成功護級。
之後數季，韋根幾乎每季都捲入護級漩渦，但每次都在季尾多場關鍵的比賽中獲勝，甚至爆冷擊敗前列球隊，以至取得足夠分數護級成功。例如2009–10年度球季在季尾爆冷撃敗阿仙奴取得重要三分以至護級成功，2010–11年度球季韋根在最後六場聯賽取得 11 分，六場比賽取得的分數更達整季聯賽取得分數的四分之一，成功扭轉惡劣形勢而護級成功。至2011/12年度球季，韋根更在季尾的比賽分別撃敗利物浦、曼聯及阿仙奴三支前列強隊而成功護級，更是不可思異。
至2012–13年度球季，韋根繼續在季初落後於其他對手，須在季尾為護級努力，但另方面，韋根卻在英格蘭足總盃過關斬將，成功晉級決賽。韋根在季尾為護級努力之餘，亦兼顧足總盃比賽，球隊顯得顧此失彼。在足總盃決賽前三日，韋根於關鍵的護級戰中，於兩度領先之下最後被史雲斯反勝，護級形勢十分惡劣，但三日後對曼城的足總盃決賽，韋根在一致被看淡的情況下以 1–0 擊敗曼城，奪得球會首個足總盃錦標。韋根奪標後三日，聯賽作客阿仙奴，雖然韋根曾兩次在季尾擊敗阿仙奴而護級成功，但今次面對仍在爭奪來季歐聯參賽資格的阿仙奴，未能再一次爆冷，以 1–4 大敗。韋根被阿仙奴打敗後也宣告護級失敗，2013–14年度球季降落英冠作賽。
韋根降落英冠後，執教韋根四年的領隊羅拔圖·馬天尼斯轉投愛華頓。韋根改聘為新領隊。2013–14球季，在英冠作賽的韋根同時兼顧歐霸盃比賽，而在季初聯賽表現一般，排名一度跌至 14 位，結果球會於12月將領隊奧雲解僱，改聘德國人烏韋·路斯拿為新領隊。韋根如以往球季一樣，在後半季發力，結果最後取得聯賽第五名，獲參加升班附加賽資格，可惜在附加賽不敵昆士柏流浪而未能回升英超。另外，韋根在足總盃繼上屆後再次有出色表現，在八強賽繼上屆決賽後再次擊敗曼城，晉身四強，最後僅以互射十二碼敗給後來取得冠軍的阿仙奴。
元氣大傷的韋根在2014–15年度球季表現欠佳，早早落入降班旋渦，最終領隊烏韋·路斯拿於2014年11月被解僱，改聘受歧視醜聞纏身的前卡迪夫城領隊馬爾基·麥基，但最後韋根成績仍未有改善，球會於2015年4月解僱領隊麥基，由剛退役的前韋根球員加利·卡達維接任領隊。最後韋根只取得聯賽倒數第二名，來屆降落英甲作賽。
韋根在2015–16年度球季降至英甲作賽，最後取得該季的英甲冠軍，於2016–17年度球季返回英冠聯賽。可惜韋根在回升英冠後表現不佳，最後只取得英冠倒數第二名，2017-18年度球季降回英甲作賽。
韋根在2017-18年度球季，長期位處英甲前列位置。在2018年4月21日作客以4-0大勝費列活特後，鎖定取得英甲首兩名，提早三輪聯賽取得升上英冠資格，後來韋根亦奪得本屆英甲聯賽冠軍。此外，韋根在本屆足總盃第五圈爆冷以1-0淘汰當時高據英超榜首，後來以破紀錄分數奪得英超冠軍的曼城，是韋根在五年內第三次在足總盃擊敗曼城。
2018年11月，擁有韋根足球會23年的惠蘭家族將球會股權轉售於香港財團國際娛樂有限公司。至2020年6月，國際娛樂將球會51%售予同一集團主席蔡朝暉持有的另一間公司Next Leader Fund LP，另外49%股權售予香港人歐陽偉基。2020年7月1日，因2019冠狀病毒病疫情導致英冠停賽而影響球會收入，球會宣佈破產及被接管。韋根隨即被扣12分，跌至英冠榜尾。結果在2020年7月22日英冠聯賽結束，被扣12分的韋根只取得聯賽榜倒數第二名，韋根雖為扣分的裁決進行上訴，但最終上訴被駁回，韋根來屆降回英甲作賽
。
2021年3月，由巴林商人Talal Mubarak al Hammad牽頭的 Phoenix 2021 Ltd財團從接管人全面收購韋根股權並成為俱樂部新任主席，季末球隊於英甲聯賽排名第20位成功護級。
2022年4月30日，威根竞技在對上施鲁斯伯里镇3-0的比賽獲勝，賽後獲得英格蘭足球甲級聯賽冠軍，新賽季再次重返英冠。可惜在2022/23年度球季，回升英冠的韋根長期在聯賽榜下游位置，而且在2023年球會再次因財困而未能準時向職球員發薪，被扣三分，最後韋根只得英冠榜尾，再次降至英甲作賽。

## 大事紀年

威根竞技舊會徽

| 年 份   | 事 項 |
| ------- | --- |
| 1932-33 | 加入柴郡聯賽 |
| 1933-34 | 柴郡聯賽冠軍 |
| 1934-35 | 柴郡聯賽冠軍（第二次） |
| 1935-36 | 柴郡聯賽冠軍（第三次） |
| 1947-48 | 加入蘭開郡混合聯賽。蘭開夏郡混合聯賽冠軍                                                                                       |
| 1949-50 | 蘭開夏郡混合聯賽亞軍 |
| 1950-51 | 蘭開夏郡混合聯賽冠軍（第二次）                                                                                                 |
| 1952-53 | 蘭開夏郡混合聯賽冠軍（第三次）                                                                                                 |
| 1953-54 | 蘭開夏郡混合聯賽冠軍（第四次）                                                                                                 |
| 1959-60 | 蘭開夏郡混合聯賽亞軍 |
| 1961-62 | 再次加入柴郡聯賽 |
| 1964-65 | 柴郡聯賽冠軍（第四次） |
| 1965-66 | 柴郡聯賽亞軍 |
| 1966-67 | 柴郡聯賽亞軍 |
| 1968-69 | 北部超級聯賽創始成員。北部超級聯賽亞軍                                                                                         |
| 1969-70 | 北部超級聯賽亞軍 |
| 1970-71 | 北部超級聯賽冠軍 |
| 1972-73 | 決賽1-2負於斯卡伯勒，足總錦標亞軍                                                                                              |
| 1973-74 | 北部超級聯賽亞軍 |
| 1974-75 | 北部超級聯賽冠軍（第二次） |
| 1977-78 | 北部超級聯賽亞軍 |
| 1978-79 | 加入丁組聯賽 |
| 1981-82 | 丁組聯賽季軍，升級丙組 |
| 1986-87 | 丙組排第四位，附加賽準決賽兩回合累計2-3負於                                                                                    |
| 1992-93 | 超聯成立，丙組改組為乙組〈III〉，排廿三位，降級丙組〈IV〉                                                                      |
| 1996-97 | 丙組〈IV〉聯賽冠軍，升級乙組〈III〉                                                                                            |
| 1998-99 | 乙組〈III〉聯賽排第六位，附加賽準決賽兩回合累計1-2負於曼城                                                                     |
| 1999-00 | 乙組〈III〉聯賽排第四位，附加賽準決賽兩回合累計1-0擊敗，溫布萊決賽2-3負於                                                      |
| 2000-01 | 乙組〈III〉聯賽排第六位，附加賽準決賽兩回合累計1-2負於雷丁                                                                     |
| 2002–03 | 乙組〈III〉聯賽冠軍，升級甲組〈II〉                                                                                            |
| 2004–05 | 甲組〈II〉重組為“冠軍聯賽”，獲亞軍，直接升級英超                                                                               |
| 2005–06 | 晉身聯賽盃決賽，0–4負於曼聯，聯賽盃亞軍                                                                                        |
| 2006–07 | 英超煞科戰，作客以2–1擊敗錫菲聯，成功保級                                                                                      |
| 2010–11 | 英超煞科戰，作客以1–0擊敗史篤城，成功保級                                                                                      |
| 2012–13 | 決賽1–0擊敗曼城，奪得足總盃冠軍，亦是自升上英超後首項錦標 三天後作客1–4敗陣於阿仙奴，來季降級至英冠                            |
| 2013–14 | 社區盾0-2不敵曼聯屈居亞軍；首次參加歐霸盃，但分組賽墊底出局；足總盃晉級準決賽；英冠聯賽排第五位，附加賽準決賽兩回合累計1-2負於 |
| 2014–15 | 英冠聯賽排第廿三位，降班英甲聯賽                                                                                               |
| 2015–16 | 英甲聯賽冠軍，升級英冠聯賽 |
| 2016–17 | 英冠聯賽排第廿三位，降班英甲聯賽                                                                                               |
| 2017–18 | 英甲聯賽冠軍，升級英冠聯賽 |
| 2019–20 | 英冠聯賽排第廿三位，降班英甲聯賽                                                                                               |
| 2021–22 | 英甲聯賽冠軍，升級英冠聯賽 |
| 2022–23 | 因未能按時支付球員和員工工資，本季被扣3分；英冠聯賽排第廿四位，降班英甲聯賽                                                    |
| 2023–24 | 因未能按時支付球員和員工工資在英甲聯賽開季被扣8分                                                                              |

## 近況

### 盃賽成績
| 圈數       | 日期           | 主／客   | 對賽球隊     | 紀錄                                |
| 聯 賽 盃   | 聯 賽 盃       | 聯 賽 盃 | 聯 賽 盃     | 聯 賽 盃                            |
| ---------- | -------------- | -------- | ------------ | ----------------------------------- |
| 第一圈     | 2022年8月9日   | 客       | 費列活特     | 負0 - 1 （页面存档备份，存于）      |
| 足 總 盃   |                |          |              |                                     |
| 第一圈     | 2021年11月6日  | 主       | 索利赫爾摩爾 | 和0 - 0 （页面存档备份，存于）      |
| 第一圈重賽 | 2021年11月16日 | 客       | 索利赫爾摩爾 | 勝2 - 1 加時 （页面存档备份，存于） |
| 第二圈     | 2021年12月5日  | 客       | 高車士打     | 勝2 - 1 （页面存档备份，存于）      |
| 第三圈     | 2022年1月8日   | 主       | 布力般流浪   | 勝3 - 2 （页面存档备份，存于）      |
| 第四圈     | 2022年2月5日   | 客       | 史篤城       | 負0 - 2 （页面存档备份，存于）      |

## 主場球場

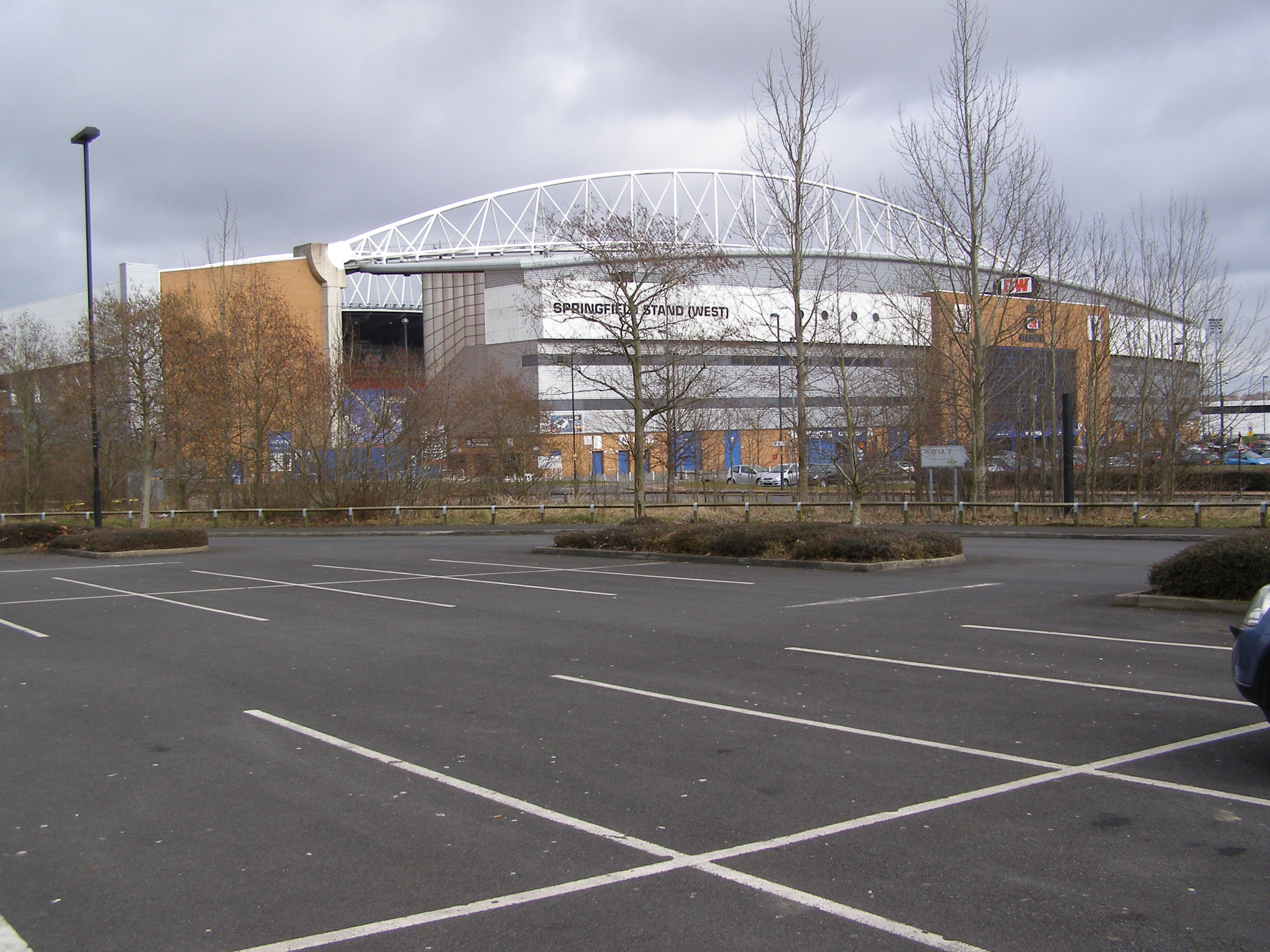
DW運動場

韋根的主場DW運動場（DW Stadium）前名「JJB運動場」（JJB Stadium），在1999年8月由費格遜主持揭幕，造價高達3,000萬英鎊，由韋根體育足球會及韋根戰士欖球會（Wigan Warriors）共同使用，可以容納25,000名觀眾。
球場草地由天然草（98%）及人造纖維（2%）混合組成，比賽場地面積110x68米，有自動灌溉及地底發熱系統。球員更衣室位於西看台地下，主隊更衣室配備花灑、浴缸、醫療室、縫針室、按摩室及藥品化驗室。並設有球員酒廊供賽後娛賓。附設警崗及小囚房。
西看台二樓及三樓為行政辦公室、會議及宴會場地。三樓設有保安控制室及電視錄影室可供天空電視（Sky TV）或其他地區性電視台作直播用。
2009年8月1日更名為DW運動場（DW Stadium）。2009/10年球季由於冬季大雪及地下加熱系統損壞，加上欖球球季展開後，草皮損毀嚴重，影響球隊作賽表現，於2010年2月底承國際賽期的空檔重舖草皮。

## 榮譽
| 榮譽                   | 次數        | 年度                                       |
| 聯 賽 比 賽            | 聯 賽 比 賽 | 聯 賽 比 賽                                |
| ---------------------- | ----------- | ------------------------------------------ |
| 冠軍聯賽〈II〉亞軍     | 1           | 2004/05年                                  |
| 甲級聯賽〈III〉 冠軍   | 3           | 2015/16年、2017/18年、2021/22年            |
| 乙組聯賽〈III〉 冠軍   | 1           | 2002/03年                                  |
| 丙組聯賽〈IV〉 冠軍    | 1           | 1996/97年                                  |
| 丙組聯賽〈IV〉 季軍    | 1           | 1981/82年                                  |
| 盃 賽 比 賽            |             |                                            |
| 足總杯 冠軍            | 1           | 2013年                                     |
| 聯賽杯 亞軍            | 1           | 2006年                                     |
| 社區盾 亞軍            | 1           | 2013年                                     |
| 聯賽錦標 冠軍          | 2           | 1985年、1999年                             |
| 足總錦標 亞軍          | 1           | 1973年                                     |
| 地 區 聯 賽            |             |                                            |
| 北部超級〈V〉聯賽 冠軍 | 2           | 1970/71年、1974/75年                       |
| 北部超級〈V〉聯賽 亞軍 | 3           | 1968/69年、1969/70年、1977/78年            |
| 蘭開郡混合聯賽 冠軍    | 4           | 1947/48年、1950/51年、1952/53年、1953/54年 |
| 柴郡聯賽 冠軍          | 4           | 1935/36年、1934/35年、1933/34年、1964/65年 |
| 地 區 盃 賽            |             |                                            |
| 北部超聯盾 冠軍        | 3           | 1973年、1974年、1976年                     |
| 北部超聯杯 冠軍        | 1           | 1972年                                     |

## 球員名單
更新日期：2022年9月3日 (六) 09:30 (UTC) 
粗體字為新加盟球員；為長期傷患球員。

### 目前效力（2022/23）
| 編號         | 國籍     | 球員名字                        | 位置      | 出生日期   | 加盟年份 | 前屬球會   | 身價     |
| 門 將        | 門 將    | 門 將                           | 門 將     | 門 將      | 門 將    | 門 將      | 門 將    |
| ------------ | -------- | ------------------------------- | --------- | ---------- | -------- | ---------- | -------- |
| 1            | 英格兰   | （Jamie Jones）                 | 門將      | 1989.02.18 | 2017     | 史提芬納治 | 自由轉會 |
| 12           | 英格兰   | （Ben Amos）                    | 門將      | 1990.04.10 | 2021     | 查爾頓     | 自由轉會 |
| 後 衛        |          |                                 |           |            |          |            |          |
| 2            | 纳米比亚 | 賴恩·尼恩比（Ryan Nyambe）      | 右閘/中堅 | 1997.12.04 | 2022     | 布力般流浪 | 自由轉會 |
| 3            | 英格兰   | 湯·皮雅斯（Tom Pearce）         | 左閘/左翼 | 1998.04.12 | 2019     | 列斯聯     | 無透露   |
| 5            | 英格兰   | 積·獲特莫夫（Jack Whatmough）   | 中堅      | 1996.08.19 | 2021     | 樸茨茅夫   | 自由轉會 |
| 15           | 蘇格蘭   | 積臣·卡爾（Jason Kerr）         | 中堅      | 1997.02.06 | 2021     | 聖莊士東   | 無透露   |
| 16           | 牙买加   | 居迪斯·迪治（Curtis Tilt）      | 中堅      | 1991.08.04 | 2022     | 洛達咸     | 無透露   |
| 21           | 英格兰   | （Joe Bennett）                 | 左閘/左翼 | 1990.03.28 | 2021     | 卡迪夫城   | 自由轉會 |
| 27           | 辛巴威   | （Tendayi Darikwa）             | 右閘/右翼 | 1991.12.13 | 2021     | 諾定咸森林 | 免費     |
| 中 場／翼 鋒 |          |                                 |           |            |          |            |          |
| 4            | 英格兰   | 湯美·尼拿（Tom Naylor）         | 防中/中堅 | 1991.06.28 | 2021     | 樸茨茅夫   | 自由轉會 |
| 6            | 牙买加   | （Jordan Cousins）              | 中場/翼鋒 | 1994.03.06 | 2021     | 史篤城     | 自由轉會 |
| 7            | 威尔士   | （Gwion Edwards）               | 翼鋒      | 1993.03.01 | 2021     | 葉士域治   | 自由轉會 |
| 8            | 英格兰   | 麥斯·包華（Max Power）          | 中場/右閘 | 1993.07.27 | 2021     | 新特蘭     | 自由轉會 |
| 11           | 爱尔兰   | （James McClean）               | 左翼      | 1989.04.22 | 2021     | 史篤城     | 無透露   |
| 18           | 蘇格蘭   | （Graeme Shinnie）              | 防中/左閘 | 1991.08.04 | 2022     | 打比郡     | 無透露   |
| 30           | 挪威     | 瑟洛·阿斯加特（Thelo Aasgaard） | 攻中/翼鋒 | 2002.05.02 | 2021     | 青年軍     | --       |
| 前 鋒        |          |                                 |           |            |          |            |          |
| 9            | 英格兰   | 查理·維克（Charlie Wyke）       | 前鋒      | 1992.12.06 | 2021     | 新特蘭     | 自由轉會 |
| 10           | 爱尔兰   | （Will Keane）                  | 前鋒      | 1993.01.11 | 2020     | 葉士域治   | 自由轉會 |
| 14           | 爱尔兰   | 安東尼·史古利（Anthony Scully） | 翼鋒/前鋒 | 1999.04.19 | 2022     | 林肯城     | 無透露   |
| 19           | 英格兰   | 哥林·蘭治（Callum Lang）        | 翼鋒/前鋒 | 1998.09.08 | 2017     | 青年軍     | --       |
| 28           | 北爱尔兰 | 祖殊·麥根尼斯（Josh Magennis）  | 前鋒/右翼 | 1990.08.15 | 2022     | 侯城       | 無透露   |

### 借用球員
| 編號 | 國籍   | 球員名字                                    | 位置      | 出生日期   | 加盟年份 | 借用球會 | 借用年期  |
| ---- | ------ | ------------------------------------------- | --------- | ---------- | -------- | -------- | --------- |
| 20   | 威尔士 | 彌敦·布羅赫特（Nathan Broadhead）           | 前鋒/翼鋒 | 1998.04.05 | 2022     | 愛華頓   | 22/23球季 |
| 23   | 英格兰 | （Ashley Fletcher）                         | 前鋒      | 1995.10.02 | 2022     | 屈福特   | 22/23球季 |
| 25   | 英格兰 | 拉瑪尼·艾蒙斯-格連（Rarmani Edmonds-Green） | 中堅      | 1999.01.14 | 2022     | 哈特斯菲 | 22/23球季 |

### 外借球員
| 編號 | 國籍     | 球員名字                            | 位置      | 出生日期   | 加盟年份 | 外借球會   | 外借年期  |
| ---- | -------- | ----------------------------------- | --------- | ---------- | -------- | ---------- | --------- |
| 14   | 北爱尔兰 | 佐敦·鍾斯（Jordan Jones）           | 翼鋒/攻中 | 1994.10.24 | 2021     | 基爾馬諾克 | 22/23球季 |
| 17   | 爱尔兰   | 占美·麥格夫（Jamie McGrath）        | 攻中/翼鋒 | 1996.09.30 | 2022     | 登地聯     | 22/23球季 |
| 34   | 蘇格蘭   | 路克·羅賓遜（Luke Robinson）        | 左閘      | 2001.11.20 | 2020     | 燦美爾     | 22/23球季 |
| 39   | 英格兰   | 史提芬·堪富利斯（Stephen Humphrys） | 前鋒/翼鋒 | 1997.09.15 | 2021     | 赫斯       | 22/23球季 |

### 離隊球員（2022/23）
| 編號             | 國籍             | 球員名字                     | 位置             | 出生日期         | 加盟年份         | 加盟球會         | 身價             |
| 2022年夏季轉會窗 | 2022年夏季轉會窗 | 2022年夏季轉會窗             | 2022年夏季轉會窗 | 2022年夏季轉會窗 | 2022年夏季轉會窗 | 2022年夏季轉會窗 | 2022年夏季轉會窗 |
| ---------------- | ---------------- | ---------------------------- | ---------------- | ---------------- | ---------------- | ---------------- | ---------------- |
| 11               | 英格兰           | 加雲·馬斯（Gavin Massey）    | 翼鋒/攻中        | 1992.10.04       | 2017             | 維爾港           | 季後放棄         |
| 32               | 英格兰           | 阿當·朗治（Adam Long）       | 中堅             | 2000.11.14       | 2019             | 唐卡士打         | 無透露           |
| 借 用 歸 還      |                  |                              |                  |                  |                  |                  |                  |
| 2                | 英格兰           | 基蘭·華特斯（Kelland Watts） | 中堅/防中        | 1999.11.03       | 2021             | 紐卡素           | 借用歸還         |
| 20               | 英格兰           | 湯·巴尼斯（Tom Bayliss）     | 中場/防中        | 1999.04.06       | 2021             | 普雷斯頓         | 借用歸還         |

## 著名球員
- （Leighton Baines）
- （Jean Beausejour）
- （Titus Bramble）
- （Jimmy Bullard）
- （Steven Caldwell）
- （Henri Camara）
- （Lee Cattermole）
- （Pascal Chimbonda）
- （Jordi Gómez）
- （Andreas Granqvist）
- （Emile Heskey）
- （Olivier Kapo）
- （Graham Kavanagh）
- （Kevin Kilbane）
- （Chris Kirkland）
- （Marlon King）
- （Jason Koumas）
- （Denny Landzaat）
- （Shaun Maloney）
- （Mario Melchiot）
- 詹姆斯·麦克阿瑟（James McArthur）
- （Lee McCulloch）
- （Callum McManaman）
- （Ahmed Hossam Mido）
- （Charles N'Zogbia）
- （Wilson Palacios）
- （Hugo Rodallega）
- （Paul Scharner）
- （Antoine Sibierski）
- （Luis Antonio Valencia）
- （Ben Watson）
- （Andy Webster）
- （Amr Zaky）
- （Arjan de Zeeuw）